# Джордж Баск
Джордж Баск (англ. George Busk; 12 серпня 1807 — 10 серпня 1886) — британський судновий лікар, зоолог та палеонтолог.

## Біографія
Народився в Санкт-Петербурзі, у сім'ї купця Роберта Баска. 12 серпня 1843 одружився з Еллен Баск, своєю двоюрідною сестрою.
Вивчав хірургію в Лондоні, в Госпіталі св. Томаса і Госпіталі св. Варфоломія. Пізніше Баск служив на флоті, взяв участь у Трафальгарській битві. Протягом цього часу він зробив вагомі дослідження холери та цинги.
Баск був експертом щодо мохуватки, проте пізніше його увагу захопили залишки хребетних з печер і дельт річок. У 1862 він привіз з Гібралтару до Англії так званий Гібралтарський череп (перший неандерталський череп дорослої особи і лише другі загалом знайдені неандертальські рештки). Визначення приналежності черепа до неандертальця було встановлено тільки у ХХ-ому столітті .
Помер 1886 року. Похований на кладовищі Кенсал-Грін у Лондоні.